# Peri (Griekenland)
Peri (Grieks: Πέρι) is een plaats op het Griekse eiland Kreta, op circa 4 km ten zuiden van Mires. Peri telt 81 inwoners (2001).
Peri behoort tot de deelgemeente (dimotiki enotita) Moires van de fusiegemeente (dimos) Faistos, in de Griekse bestuurlijke regio (periferia) Kreta.